# Bâtiment d'essais et de mesures
Pour les articles homonymes, voir BEM.

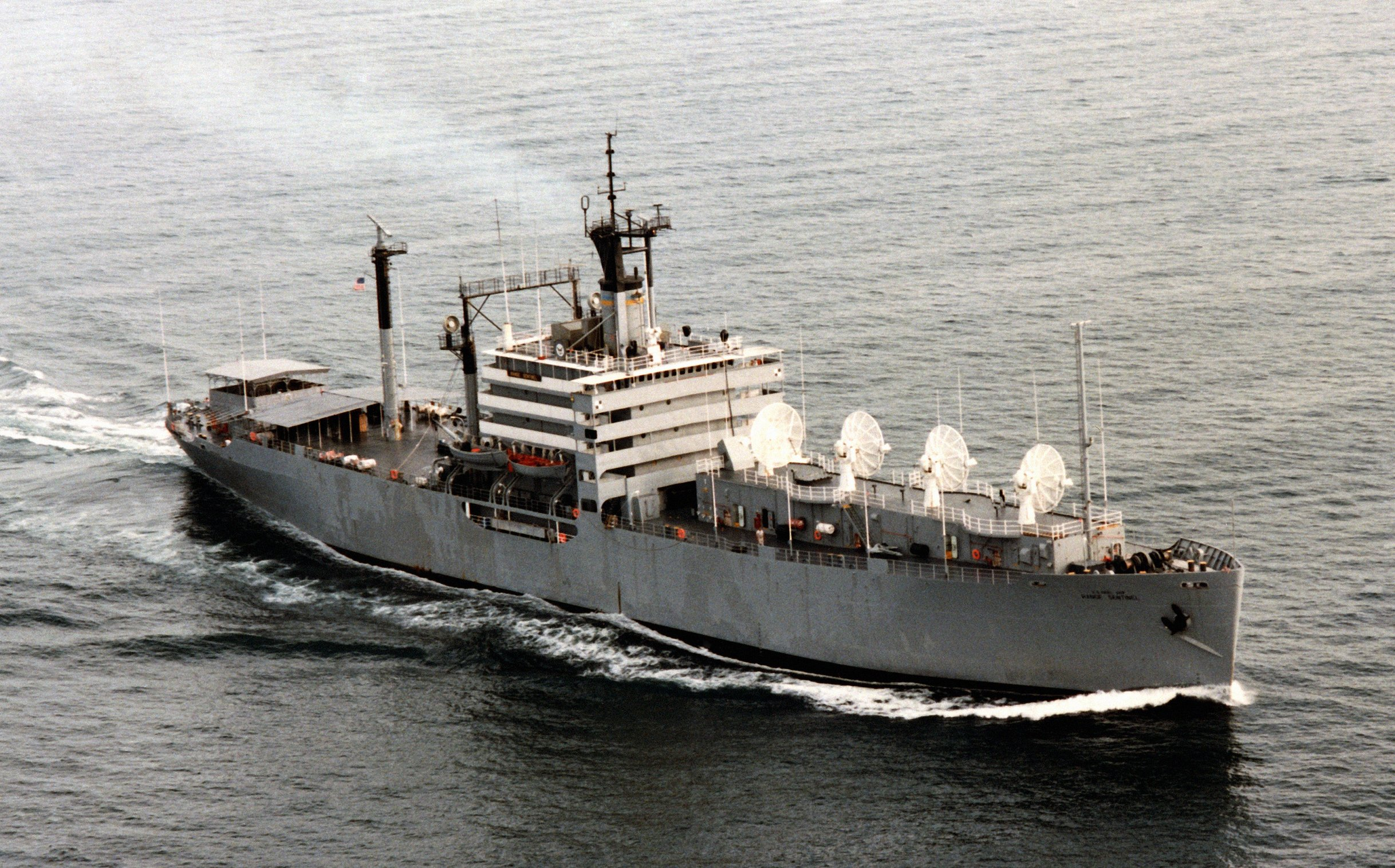
Navire de détection des missiles de l'US Navy Range Sentinel

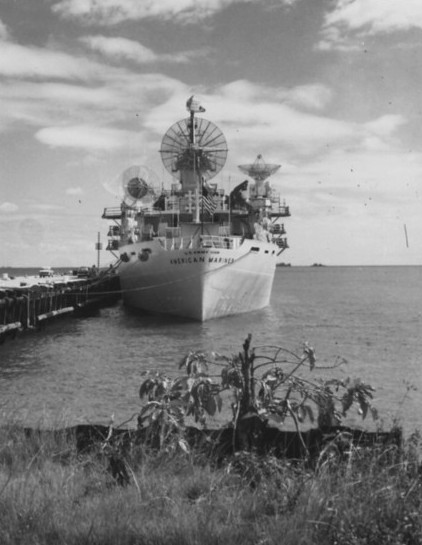
Navire de traçage de l'US Army USAS American Mariner (1958-1964) à quai à Chaguaramas, sur l'île de Trinité

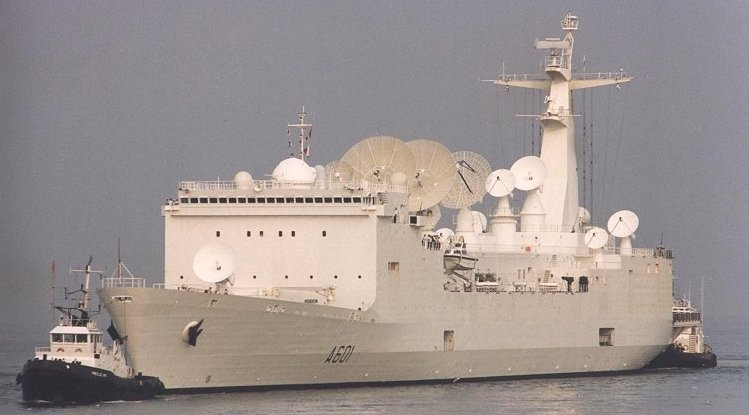
Le Monge (A601) de la Marine nationale en 1999.

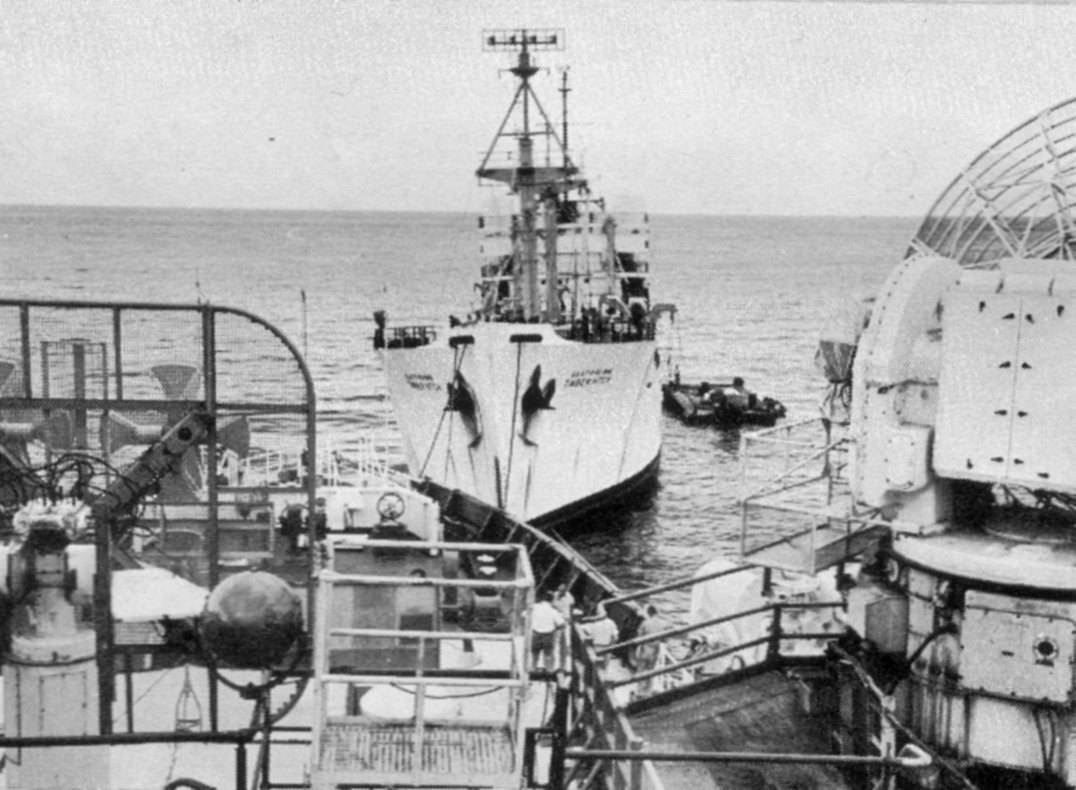
USNS Timber Hitch (T-AGM-17) ravitaillé en eau potable par un American Mariner, décembre 1961.

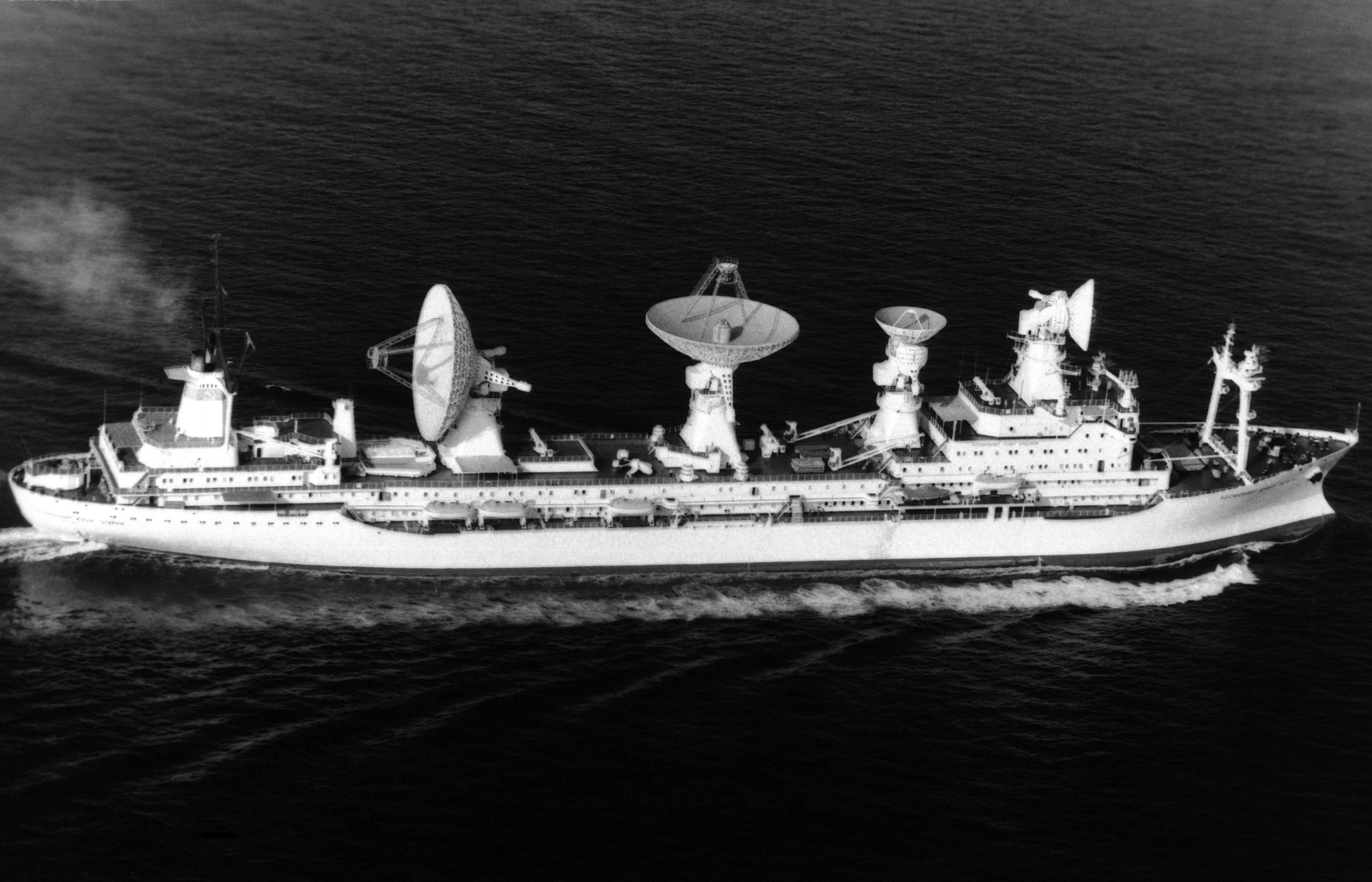
Navire soviétique Kosmonavt Yuriy Gagarin en route, 1986.

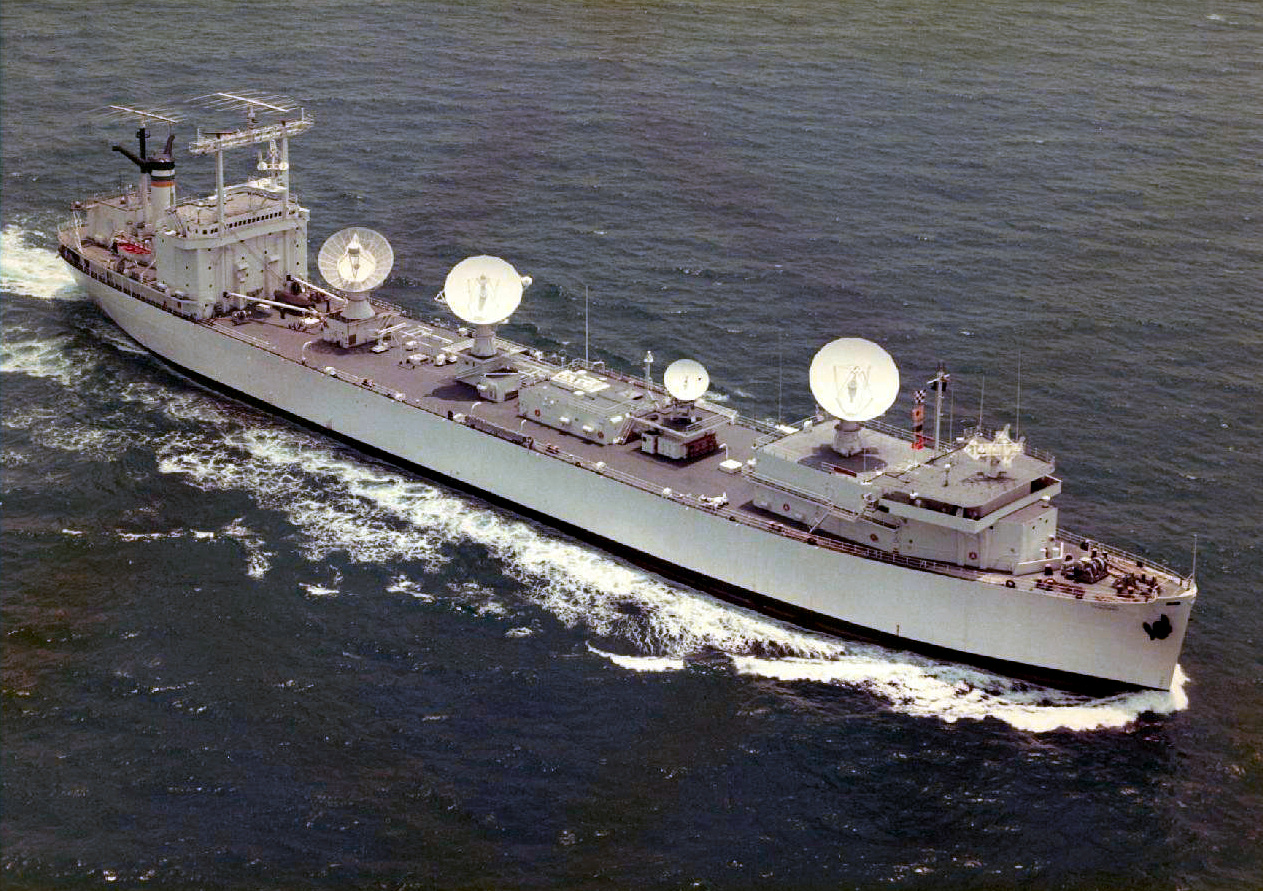
Le Vanguard de l'US Navy en route.

Un bâtiment d'essais et mesure (BEM), ou bâtiment traceur (de l'anglais tracking ship), est un navire équipé d'antennes-radar et d'électronique permettant de suivre des missiles, roquettes, fusées ou satellites.

## Marine chinoise
Les navires chinois ont été construits spécialement pour leurs programmes balistiques et spatiaux.
- Classe Yuan Wang
  - Yuanwang 1, 1977 – présent, navire-musée.
  - Yuanwang 2, 1978 – présent, station de contrôle flottant à quai
  - Yuanwang 3, 1995 – présent
  - Yuanwang 4, 1999 – 2010
  - Yuanwang 5, 2007 – présent
  - Yuanwang 6, 2007 – présent
  - Yuanwang 7, début de construction en 2015, en service depuis 2018

## Marine française
- Henri Poincaré 1964-1992 (désarmé)[1] — ancien navire marchand transformé[2]
- Monge 1992–présent[3] — construit à cet effet

## Marine soviétique puis russe
- Kosmonavt Vladimir Komarov 1966-1989 (démantelé)
- Akademik Sergey Korolev 1970-1996 (démantelé)
- Kosmonavt Yuriy Gagarin 1971-1996 (démantelé)
- SSV-33 Oural (1989-2001)

Navires de la classe Cosmonaute Pavel Belyayev
- Kosmonavt Viktor Patsayev 1968-2001 (navire musée au musée océanographique de Kaliningrad)
- Kosmonavt Pavel Belyayev (tête de classe)
- Космонавт Георгий Добровольский (ru), (1978-2006) Kosmonaut Georgy Dobrovolsky (démantelé)
- Kosmonavt Vladislav Volkov

Navires de la classe Marshal Nedelin
- Marshal Nedelin (ru) 1984-1996 (démantelé)
- Marshal Krylov (ru) 1990

## Marine et aviation des États-Unis
En 2017, seuls deux navires de mesure sont dans les effectifs de l'US Navy : l'USNS Howard O. Lorenzen (T-AGM-25) (en) livré en 2012 et en service depuis 2014 et le USNS Invincible (T-AGM-24) (en). L'USNS Observation Island (T-AGM-23) (en)  est livré en janvier 2012 a été retiré du service en 2014 et remplacé par le Lorenzen en 2014. La plupart des navires de mesure servant pour l'US Air Force ou l'US Navy ont été convertis pour assurer ce rôle . Certains navires ont été en service pour le compte de la NASA.

### Désarmés
- USNS Range Tracker (T-AGM-1) (en) 1961-1969 - construit comme Victory ship (transport)
- USNS Range Recoverer (T-AGM-2) (en) 1960-1972 - construit pour l'US Army
- USNS Longview (T-AGM-3) (en) 1959-19?? - construit comme Victory ship (transport)
- USNS Richfield (T-AGM-4) (en) 1960-1968 - construit comme Victory ship (transport)
- USNS Sunnyvale (T-AGM-5) (en) 1960-1974 - construit comme Victory ship (transport)
- USNS Watertown (T-AGM-6) (en) 1960-1972 - construit comme Victory ship (transport)
- USNS Huntsville (T-AGM-7) (en) 1960-1974 - construit comme Victory ship (transport)
- USNS Wheeling (T-AGM-8) (en) 1962-1990 - construit comme Victory ship (transport)
- USNS General H. H. Arnold (T-AGM-9) (en) 1961-1982 - construit comme transport de troupes type C4 (en)
- USNS General Hoyt S. Vandenberg (T-AGM-10) 1963-1983 - construit comme transport de troupes type C4 (en)
- USNS Twin Falls (T-AGM-11) (en) 1964-1972 - construit comme Victory ship (transport)
- USNS American Mariner (T-AGM-12) 1959-1966 - Liberty ship (transport), puis navire d'entraînement de l'US Coast Guard
- USNS Sword Knot (T-AGM-13) (en) 1950s-1982 - navire de classe C1-M pour l'US Air Force
- USNS Rose Knot (T-AGM-14) (en) 1950s-1969 - navire de classe C1-M pour l'US Air Force
- USNS Coastal Sentry (T-AGM-15) (en) late 1950s-1972 - navire cargo de classe C1-M pour l'US Navy
- USNS Coastal Crusader (T-AGM-16) (en) late 1950s-1976 - navire cargo de classe C1-M pour l'US Navy
- USNS Timber Hitch (T-AGM-17) (en) 1964-1969 - navire cargo de classe C1-M pour l'US Air Force
- USNS Sampan Hitch (T-AGM-18) (en) 1964-1973 - navire cargo de classe C1-M pour l'US Air Force
- USNS Vanguard (T-AGM-19) (en) 1964-1999 - construit comme navire de ravitaillement Type T2-SE-A2 tanker
- USNS Redstone (T-AGM-20) (en) 1964-? - construit comme navire de ravitaillement Type T2-SE-A2 tanker
- USNS Mercury (T‑AGM‑21) (en) 1964-1974? - construit comme navire de ravitaillement Type T2-SE-A2 tanker
- USNS Range Sentinel (T-AGM-22) (en) 1969-1974 - classe Haskell (en) pour le transport et l’attaque de l'US Navy (variation d'un Victory ship) Sherburne (APA-205)
- USNS Observation Island (T-AGM-23) (en) (1977–2014), à l'origine navire marchand civil

### En service
- USNS Invincible (T-AGM-24) (en) (2000–présent) - construit comme navire de recherche de classe Stalwart (en)
- USNS Waters (T-AGS-45) (en) (1991–présent)
- Classe Pathfinder (en) (T-AGS 60-66)
- USNS Howard O. Lorenzen (T-AGM-25) (en) livré en janvier 2012 et en service en 2014 remplaçant le Observation Island.